# Callicebus purinus
Callicebus purinus är en däggdjursart som beskrevs av Thomas 1927. Callicebus purinus ingår i släktet springapor och familjen Pitheciidae. IUCN kategoriserar arten globalt som livskraftig. Inga underarter finns listade. Djuret räknades tidigare som underart till Callicebus torquatus men godkänns nu oftast som självständig art.
Individerna når en kroppslängd (huvud och bål) av cirka 46 cm och en svanslängd av ungefär 51 cm. Pälsen är övervägande mörk rödbrun. Kännetecknande är svarta underarmar, svarta bakfötter och en svart svans med några glest fördelade röda hår. Händerna har en gul färg. Från öronen över kinderna till hakan sträcker sig ett vitt skägg. Pälsen på hjässan är mer rödaktig än pälsen på bålen. Vikten är cirka 1,2 kg.
Denna springapa förekommer i nordvästra Brasilien i Amazonområdet. Utbredningsområdet sträcker sig från floden Rio Solimões söderut och ligger i norra delen mellan floderna Rio Purús och Rio Juruá. Även population som finns längre söderut mellan Rio Tapauá och Rio Pauiní antas tillhöra denna art. Habitatet utgörs av tropiska regnskogar och andra skogar.
Flocken består vanligen av ett föräldrapar och en eller två ungar från olika kullar. De är aktiva på dagen och klättrar främst i träd. Födan utgörs huvudsakligen av frukter.